# 量子加密通信
量子加密通信，是指在多个通信节点间，利用量子密钥分发进行安全通信的网络。各节点间产生的量子密钥可以对传统的语音、图像以及数字多媒体等通信数据进行加密和解密。由于量子通訊線路無法通过掛接旁路竊聽或攔截竊聽，只要被竊聽就會讓量子態發生變化從而改變通訊內容，防止原文被偵知，以此实现安全的通信。
欧洲日内瓦大学和康宁玻璃公司合作建造的量子通信光纤网络全长为307公里。中国于2017年9月底开通的京沪干线长达2000公里。

## 原理
量子通信融合了现代物理学和光通信技术研究的成果，由物理学基本原理来保证密钥分配过程的无条件安全性。量子密钥分发根据所利用量子状态特性的不同，可以分为基于测量和基于纠缠态两种。基于纠缠态的量子通信在传递信息的时候利用了量子纠缠效应，即两个经过耦合的微观粒子，在一个粒子状态被测量时，同时会得到另一个粒子的状态。

## 发展
世界上已有美国、欧洲、中国、俄罗斯等多个研究小组和机构致力于量子通信网的研发。
2004年，中国科学技术大学潘建伟教授的科研团队首次实现五光子纠缠和终端开放的量子态隐形传输。
2005年，美国建成了DARPA量子网络。其连接节点有3个，分别为美国BBN公司、哈佛大学和波士顿大学，目前延伸长度为10公里。
2008年8月，潘建伟团队研制20km级3方量子电话网络。
来自12个欧盟国家的41个科研小组经过四年半时间，建立了SECOQC量子通信网络，并于2008年10月在维也纳现场演示了一个基于商业网络的安全量子通信系统。该系统集成了多种量子密码手段，包含6个节点。其组网方式为在每个节点使用多个不同类型量子密钥分发的收发系统并利用可信中继进行联网。
2009年，潘建伟团队在合肥构建和演示了一个4节点全通型量子通信网络。其中任意两个节点都可以互联互通、实时地产生不落地量子密钥，进而用来进行各种加密的数据、语音和多媒体通信等应用。此网络基于诱骗态量子通信方案，大大提高了安全通信的距离和密钥产生速率，同时保证了绝对安全性  。其最近的两个通信节点超过16km。每个节点可工作在全双工模式，即同时作为量子信号发射和接收方进行量子通信。
截止2009年，点对点的两方量子通信技术已经比较成熟, 科学家和技术人员利用光量子态已经能够实现几十公里到百公里级的两方量子密钥分发系统 。
为了拓展应用，需对点对点的通信方式进行组网，满足多用户的通信需要。为了与现有通信系统兼容以及大量减少成本，量子通信网还将充分利用经典通信设施，如现有光纤网络。
2014年11月15日，中国研发的远程量子密钥分发系统的安全距离扩展至200公里，刷新世界纪录。
2016年8月16日，中国發射全世界首顆量子科學實驗衛星。截至2017年8月，已完成了包括千公里级的量子纠缠分发、星地的高速量子秘钥分发，以及地球的量子隐形传态等预定的科学目标。
2017年9月29日，世界首條量子保密通信幹線“京滬幹線”正式开通。當日結合京滬幹線與“墨子號”量子衛星，成功實現人類首次洲際距離且天地鏈路的量子保密通信。幹線連接北京、上海，貫穿濟南和合肥全長2000余公里，全線路密鑰率大于20千比特/秒可同時供上萬用戶密鑰分發。
2020年5月，大陆媒体《参考消息》报道，俄罗斯圣彼得堡国立信息技术、机械与光学研究大学与俄罗斯风险投资公司合作，将利用俄罗斯铁路公司的基础设施打造量子互联网平台。该项目将耗资3亿卢布（约合410万美元）。

## 应用
中国“金融信息量子通信验证网”在北京开通，计划依託於京滬幹線執行兩大金融重鎮間的保密，在世界上首次将量子通信技术应用于金融信息安全传输。
另有“濟南黨政機關量子通信專網”是第一個黨政機關網，可供百平方公里的近200個終端進行保密通信，用戶之間的通信實現了每秒產生4000多個密碼。濟南量子科學研究院院長助理周飛參與了整個濟南專網的建設，並世界上首次應用於公檢法部門，例如在檢察院系統，對一些貪腐案件調查進行資訊溝通時，通過量子通信電話可以保證資訊安全性，不存在洩露或竊聽；能夠實務應用的關鍵是室溫下通信波段單光子探測器的研發成功。